# Llista de reis de Cambodja
Llista dels reis de Cambodja:

## Reis de Fu-Nan
- Soma (reina)
- Kaundinya I (Hun Tien)
- Desconeguts
- Hun Pan-huang
- Pan-pan
- Sri Mara (Fan Shi Man) (podrien ser reis diferents)
- Fan Chin Seng
- Fan Chan (usurpador) vers 225-240
- Fan Hsün vers 240-després de 287
- Fan Ch'ang (opositor) vers 245
- Fan Hsiung (opositor) vers 270-després de 285
- Desconeguts
- Chandan (Chu Chan-tan), vers 357
- Desconeguts
- Kaundinya II (Chiao Chen-ju) vers 410-434
- Sreshthavarman o Sri Indravarman (Che-li-pa-mo o Shih-li-to-pa-mo) vers 434-435
- Desconeguts
- Kaundinya Jayavarman (She-yeh-pa-mo) abans de 484-514
- Rudravarman (usurpador) 514- vers 540
- Sarvabhauma ? (Liu-t'o-pa-mo) (probablement el mateix Rudravarman)
- Mahendravarman (Sitrasena) vers 600
- Desconeguts vers 600-627
- A Txenla 627

## Reis de Txenla
- Kaundinya Jayavarman 487-514 (rei de Fu-Nan)
- Rudravarman 514-539 (rei de Fu-Nan)
- Bhavavarman I vers 550
- Mahendravarman (Sitrasena) 600-616 (rei de Fu-Nan) (germà)
- Isanavarman I (fill) 616-635 (rei de Fu-Nan, annexionat el 627)
- Bhavavarman II (usurpador) 635-656
- Jayavarman I (fill) 657-681
- Anarquia vers 681-713
- Jayadevi (reina vídua) vers 713-715

## Txenla de Terra (dinastia de Jayavarman I)
- Nripatindravarman, segle vii
- Pushkaraksha, segle VII
- Sambhuvarman, segle viii
- Rajendravarman I, segle viii
- Mahipativarman, segle viii
- Regne Khmer d'Angkor vers 800

## Txenla de Mar
- Divisio en cinc principats, vers 706-800

## Regne khmer d'Angkor (890-1432) i Pnom Penh (1432 en endavant)
- Jayavarman II 802-850
- Jayavarman III (Jayavardhana) 850-877 (fill)
- Indravarman I 877-889 (susurpador)
- Yasovarman I 889-910 (usurpador)
- Harshavarman I 910-921 (germà)
- Isanavarman II 921-928 (guerra civil) (fill)
- Jayavarman IV 921-941 (921-928 guerra civil) (usurpador)
- Harshavarman II 941-944 (fill)
- Rajendravarman II 944-968 (cosí)
- Jayavarman V 968-1001 (fill)
- Udayadityavarman I 1001-1006
- Jayaviravarman 1001-vers 1011
- Suryavarman I 1006-1050 (usurpador)
- Udayadityavarman II 1050-1066 (fill)
- Harshavarman III 1066-1089 (germà)
- Jayavarman VI 1089-1107 (usurpador)
- Dharanindravarman I 1107-1113 (germà)
- Suryavarman II 1113-1149 (nebot de Jayavarman VI)
- Dharanindravarman II 1149-1160 (cosí)
- Jayavarman VII 1160-1165 (fill)
- Tribhuvanadityavarman 1165-1177 (usurpador)
- Jaya Indravarman (IV de Champa) 1177-1181
- Jayavarman VII (segona vegada) 1181-1219
- Indravarman II 1219-1243 (guerra civil)
- Jayavarman VIII 1243-1295
- Indravarman III o Srindravarman (gendre) 1295-1307
- Srindrajayavarman 1307-1327
- Jayavarmadi Paramesvara 1327-1340
- Nepean Bat 1340-1346
- Lampongg Rachea 1346-1353
- A Siam 1353-1357
- Suria Varma vers 1357
- Kalamegha (a Basan) vers 1371
- Kambujadhitaja (recupera Angkor) segle xiv
- Dharmasokaraja segle xiv
- A Siam ?-1389
- Ponthea Yat 1389-1404
- Narayana Ramadhipati 1404-1429
- Sri Bodhya 1429-1444 (ocupació tailandesa breu 1431)
- Ento (Indrapatha) 1431-1432
- Dharmara Jadhiraja 1444-1486
- Sri Sukonthor 1486-1512
- Ney Kan 1512-1516
- Ang Chan I 1516-1566
- Barom Reachea I 1566-1576
- Chettha I (o Satha o Apramalangara) 1576-1594
- A Siam 1594-1596
  - Reamea Chung Prey 1594-1596
- Barom Reachea II (Pra Uncar) 1596-1599
- Protectorat espanyol 1596-1599
  - Ocuña Lacasaja (susurpador espanyol) 1598
- A Siam i Viet Nam 1598-1599
- Protectorat Siamès 1599-1867
- Barom Reachea III 1599-1601
- Chau Ponhea Nhom 1601-1603
- Barom Reachea IV 1603-1618
- Chettha II 1618-1622
- interregne 1622-1628
- Ponhea To 1628
- Outey 1628-1642
- Ponhea Nu 1630-1640 (rival)
- Ang Non I 1640-1642 (rival)
- Chan 1642-1659
- Barom Reachea V 1659-1672
- Chettha III 1672-1673
- Ang Chei 1673-1674
- Ang Non 1674-1675
- Chettha IV 1675-1795
- Outey I 1695-1699
- Ang Em 1699-1701
- Chettha IV (segona vegada) 1701-1702
- Thommo Reachea I 1702-1703
- Chettha IV (tercera vegada) 1703-1706
- Thommo Reachea I (segona vegada) 1706-1710
- Ang Em (segona vegada) 1710-1722
- Satha II 1722-1738
- Thommo Reachea I (tercera vegada) 1738-1747
- Thommo Reachea II 1747
- Ang Tong 1747-1749 d. 1758
- Chettha V 1749-1755
- Ang Tong (segona vegada) 1755-1758
- Outey II 1758-1775
- Ang Non II 1775-1796
- interregne 1796-1806
- Ang Chan II 1806-1837
- Ang Mey (reina) 1837-1841
- Ang Duong 1841-1859
- Norodom I 1859-1904 (1864 sota protectorat francès)
- Sisovath 1904-1927
- Monivong 1927-1941
- Norodom Sihanuk 1941-1955
- Norodom Suramarit 1955-1960 (pare)
- interregne (Norodom II Sihanuk cap d'estat) 1960-1970
- Chen Heng, cap d'estat provisional
- Primera República 1970-1975
- Segona República 1975-1979
- Norodom II Sihanuk, cap d'estat nominal 1975-1976
- Tercera República 1979-1991
- Norodom II Sihanuk, cap del govern interí 1991-1993
- Norodom II Sihanuk (rei restaurat) 1993-2004
- Norodom Sihamoni (fill) 2004-